# Elton in 2003 the Official DVD
Elton in 2003 the Official DVD è un DVD promozionale contenente varie performance eseguite dall'artista britannico Elton John nel 2003 in Europa e Nord America (ad eccezione dell'ultimo video, che non è preso da un concerto).
È stato distribuito dal sito ufficiale della star (eltonjohn.com) ai fan iscritti al Rocket Club del sito stesso.

## Tracce
1. Funeral for a Friend/Love Lies Bleeding
2. Come Down in Time
3. Levon
4. Tiny Dancer
5. Rocket Man (I Think It's Going to Be a Long, Long Time)
6. All the Girls Love Alice
7. Ticking
8. Sacrifice
9. Ballad of the Boy in the Red Shoes
10. Are You Ready for Love
11. Your Song
12. Are You Ready for Love (video)